# Карл, Фредерик Роберт
Фредерик Роберт Карл (англ. Frederick Robert Karl; 1927—2004) — американский биограф, известный своими произведениями о Джозефе Конраде, литературный критик, и редактор. С 1982 года до 2000 года профессор Нью-Йоркского университета. В течение многих лет работал над составлением полного издания писем Джозефа Конрада, из запланированных восьми томов, под редакцией Карла с 1983 по 2002 год вышли 6 томов. Кроме того, Фредерик Карл известен своей биографией Франца Кафки. Он так же получил известность как критик, специализирующийся на литературе XX века. Его авторству принадлежит «Гид для читателя по английским романам XX века», где он обсуждает творчество Форстера, Лоуренса, Вирджинии Вульф и Конрада. Так же в академической среде известен архив Фредерика Р. Карла.

## Биография
Родился в Бруклине. В 1948 году закончил Колумбийский университет со степенью бакалавра. Магистерскую работу защитил в Стэнфордском университете, а для работы над кандидатской диссертацией вернулся в Колумбийский университет. Диссертацию защитил в 1957 году, после чего устроился работать в Городской колледж Нью-Йорка, где, став профессором, проработал до 1982 года. В 1982 году перешёл на профессорскую должность в Нью-Йоркском университете. В Нью-Йоркском университете Карл создал курс для биографов. По материалам курса издавалась многотомная серия «Биография и работа с источниками».
Начиная с конца 1950х годов становится известным как критик. Он издал несколько книг по творчеству Конрада, Сноу и британскому роману XVIII века. Основным трудом Карла стала биография «Джозеф Конрад: Три жизни», рассказывающая о польско-русском периоде в жизни Конрада, о нём как о моряке, и как писателе. Газета New Yourk Times назвала эту работу Карла самым исчёрпывающим источником о одном из лучших писателей XX века.

## Основные труды
- A Reader’s Guide to Great 20th-Century English Novels (1959)
- Joseph Conrad: The Three Lives (Farrar Straus Giroux, 1979)
- American Fiction, 1940—1980: A Comprehensive History & Critical Evaluation (HarperCollins 1983)
- William Faulkner: American Writer (Weidenfeld & Nicolson, 1989)
- Franz Kafka: Representative Man (Ticknor & Fields, 1991)
- George Eliot — Voice of a Century: A Biography (W. W. Norton, 1995)